# شرکت نفت غنا
شرکت نفت غنا (انگلیسی: Ghana Oil Company) شرکت دولتی نفت و گاز غنایی است، که در سال ۱۹۶۰ تأسیس شد.